# Heterorrhina elegans

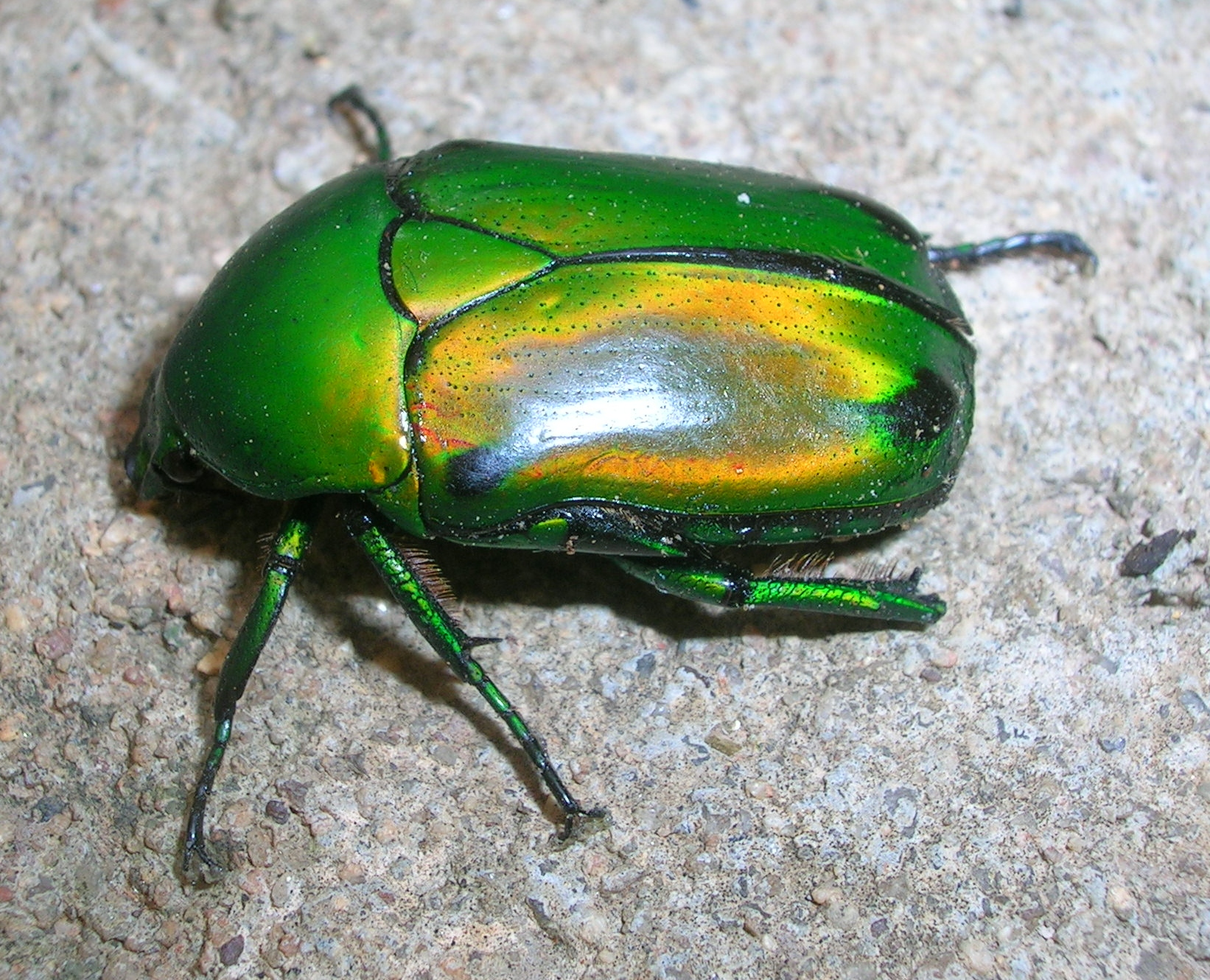
Zmienność ubarwienia w zależności od oświetlenia i kąta

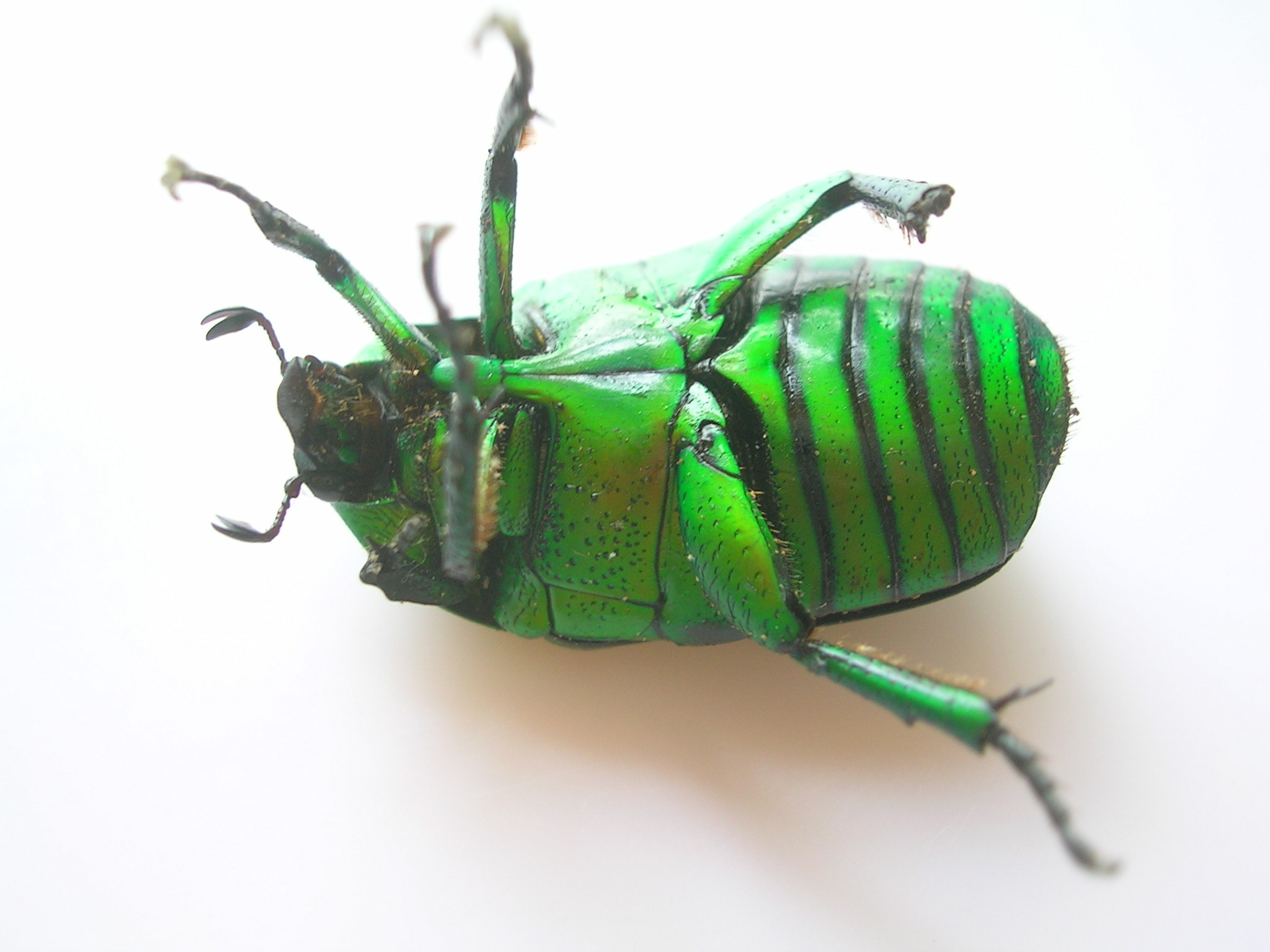
Spód ciała

Heterorrhina elegans – gatunek chrząszcza z rodziny poświętnikowatych, podrodziny kruszczycowatych i plemienia Goliathini.

## Taksonomia
Gatunek ten został opisany w 1781 przez Johana Christiana Fabriciusa jako Cetonia elegans.

## Opis
Ciało długości od 21 do 28 mm i szerokości od 10 do 14 mm, podłużno-owalne, bardzo gładkie, z wierzchu umiarkowanie wypukłe. Ubarwienie szmaragdowo-zielone, niebieskie, ogniścieczerwone, indygo lub czarne, z bokami i tylnymi biodrami pomarańczowymi, a resztą odnóży, czułkami, krawędzią przyszwową pokryw i ich wynisłościami wierzchołkowymi i barkowymi czarnymi. Osobniki o barwie podstawowej ogniście czerwonej określane są jako odmiana H. e. var. fulgidissima, a te o czarnej jako odmiana H. e. var. anthracina. Nadustek kwadratowy, o bokach równoległych, a przednim brzegu prostym, silnie zagiętym, pośrodku szeroko uzębionym. Powierzchnia nadustka z rzadka punktowana, podobnie jak boki, raczej wąskiego z przodu, przedplecza. Przód głowy z podłużnymi żeberkami. Pośrodku pokrywy ślady rzędowego punktowania. Pygidium poprzecznie grubo żłobkowane. Wyrostek śródpiersia wąski, tępy i zakrzywiony. Samce wyróżniają się głębokim kanalikiem na spodzie odwłoka i dłuższymi stopami tylnej pary odnóży.
Ubarwienie oskórka nie opiera się o pigment, tylko jest całkowicie strukturalne, dzięki czemu nawet na okazach sprzed dwustu lat brak odbarwienia. Dolna część struktury może być złożona nawet z blisko 50 mikroskopijnych podwójnych warstw. Badania nad nią przeprowadzono w ramach poszukiwań farb strukturalnych, które nie zawierałyby pigmentów, będących często szkodliwymi dla środowiska substancjami.

## Fenologia i rozprzestrzenienie
Dorosłe spotykane są w południowych Indiach od czerwca do października, niekiedy w dużych skupiskach liczących wiele osobników.
Gatunek orientalny, znany z indyjskich stanów Bihar, Jharkhand, Karnataka, Madhya Pradesh, Tamilnadu, a także ze Sri Lanki i Mjanmy.